# Kapelski Vrh, Radenci
Kapelski Vrh este o localitate din comuna Radenci, Slovenia, cu o populație de 226 de locuitori.